# 에도가와 란코
에도가와 란코(일본어: 江戸川 蘭子, 1913년 11월 13일~1990년 11월 5일)는 일본 쇼와 시대의 가수, 여배우이다. 본명은 오오미야 마츠(일본어: 大宮 まつ)이며 쇼치쿠 가극단에서 활동한 것으로 유명하다.

## 경력
란코는 1913년 도쿄시에서 태어났다. 1930년에 일본 극장 부속 무용학교를 졸업했고 타마가와 게이오카쿠를 거쳐 1932년 10월에 쇼치쿠 가극단에 입단했다. 가극 《로살리아 공주》등으로 인기를 얻었으나 1936년에 퇴단했다.
그녀는 1933년 일본 콜롬비아에서 가수로 데뷔했다. 일본어로 번안된 《상하이 릴》, 《탱고 로즈》, 《라쿤팔시타》 등의 노래를 불렀고, 중일 전쟁과 태평양 전쟁에 돌입하면서 전시 가요를 부르기도 했다. 《황혼의 호수》나 《로파의 갈라마사 돈》, 《선출은 즐거움》 등 도호사의 영화에도 출연했으며 1990년에 사망했다.